# Bơi ếch

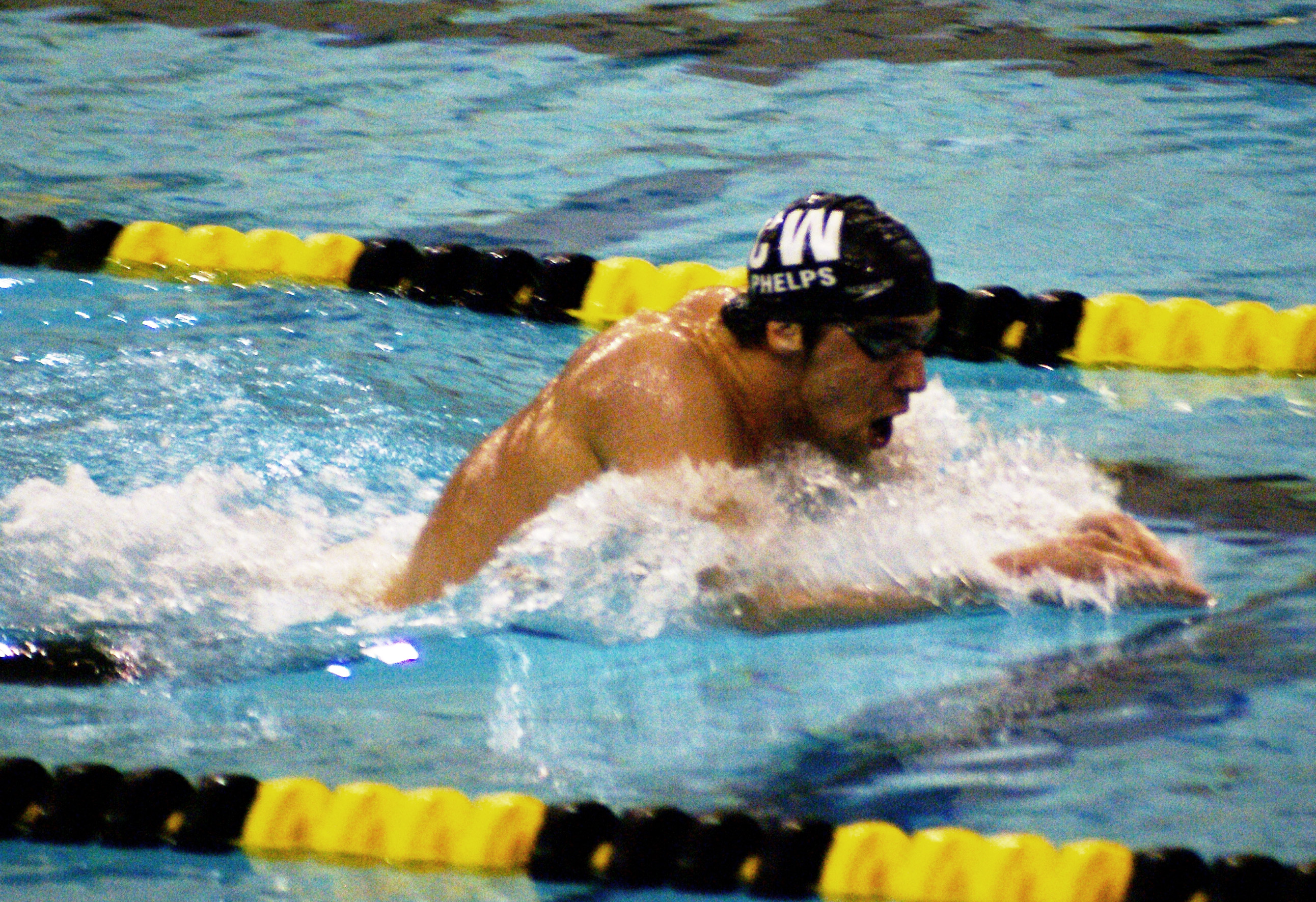
Michael Phelps bơi ếch tại giải 2008 Missouri Grand Prix.

Bơi ếch là kiểu bơi mô phỏng cách bơi của loài ếch trong môi trường nước và là kiểu bơi thông dụng nhất và lâu đời nhất tuy chậm nhất trong bốn kiểu bơi thường. Khi bơi ếch, tư thế thân người nằm sấp ngang trên mặt nước, đầu hơi ngẩng, động tác tay và chân cân đối, luân phiên liên tục. Mỗi chu kì động tác bắt đầu lúc hai tay duỗi thẳng phía trước, tiếp đến tách tay tì nước, dùng sức quạt mạnh về phía sau, sau đó khép khuỷu, thu tay đồng thời co chân. Khi động tác duỗi tay về phía trước sắp kết thúc thì động tác co chân cũng hoàn thành và bắt đầu bẻ mũi bàn chân xoay ra ngoài. Khi tay gần duỗi thẳng thì đạp mạnh chân theo hình trái tim ngược về phía sau đẩy cơ thể lướt về trước. Lúc này thân người và tay chân phải duỗi thẳng tạo thành hình thoi nhọn lướt nước.  Bơi ếch  dễ học vì ba đặc điểm sau: cả tay và chân đều hoạt động dưới mặt nước (không có động tác vung tay trên không); cả tay và chân đều thực hiện các chuyển động giống nhau, đồng bộ (không có động tác vung tay luân phiên); động tác thở nhìn về phía trước.